# Мирко Рачки
Мирко Рачки (Нови Мароф, 13. октобар 1879 — Сплит, 21. август 1982) је био хрватски сликар.
Након Учитељске школе у Загребу (1898) похађао је приватну умјетничку школу Х. Штреблова у Бечу (1901-1903), затим Академију у Прагу код В. Буковца (1903-1905) и Бечу код В. Унгера (1906). Живио је у Минхену (1907 — 1914). Послије краћег боравка у Риму (1914) преселио се у Женеви (1915—1920). Од 1920. живио је у Загребу, а од 1980. у Сплиту.
Прво (и највиталније) раздобље борави изван Хрватске (Аустроугарска), али је у сталном контакту и с Исом Кршњавијем и с кругом око Ивана Мештровића (и тада ради у духу сецесијских кретања Беча и Минхена).
Најважнији скуп дјела, по којима је постао познат, везан је уз Дантеову Божанску комедију (тим се мотивима бавио од почетка па готово до краја свог радног вијека).
Истакнути је члан друштва Медулић и судјелује на његовим изложбама. Неки су цртежи заступљени у библиофилском издању "Божанске комедије" штампане 1934. године у штампарији Института графичких умјетности из Бергама. Ретроспективна изложба одржана је у Загребу 1970.

## Галерија
- Марко Краљевић и Муса Кесеџија, 1910.